# しらいしあい
しらいし あい（1954年2月16日 - ）は、日本の漫画家。福島県福島市出身。
代表作として『あるまいとせんめんき』、『ばあじん♪おんど』、『わたしのあきらクン』などがある。 1970年代から1980年代にかけてリアルだがコミカルな恋愛漫画で人気を得た。明るい作風ながら、ときに当時の少女漫画としてはきわどいセックスシーンなども描写していた。

## 経歴
- 1970年 - 『りぼん』（集英社）に掲載の「ある日とつぜん」でデビュー。
- 1978年 - 『セブンティーン』（同）にて『あるまいとせんめんき』を連載、大学生の同棲、妊娠、親バレなどをリアルにしかしコミカルに描き人気を得る。
- 1983年 - 『セブンティーン』にて連載の『ばあじん♪おんど』がヒット。代表作となる。

## 作品リスト
- 『わたしのあきらクン』 ((秋田書店 ひとみコミックス 全10巻)、(宙出版 宙コミック文庫 全5巻))
- 『あるまいとせんめんき 乱調同棲講座』 ((集英社漫画文庫 全6巻)、(集英社 セブンティーン・コミックス 全6巻))
- 『ブスの木に恋の花は咲かない愛の実はならない』 (秋田書店 ひとみコミックス 全1巻)
- 『ばあじん♪おんど』 ((集英社 セブンティーン・コミックス 全9巻)、(コミック版(集英社文庫コミック版) 全5巻　解説エッセイ：北原雅樹（グレート・チキン・パワーズ）)、(集英社 SGコミックス 全4巻))
- 『乱調家出講座　キャベツを食べた朝からくさ模様のデカふろしきをかかえて』 (集英社 セブンティーン・コミックス 全1巻)
- 『サンスケ』
- 『平成版現代幼児の基礎知識 実録子育て辞典』 (スコラ スコラレディースコミックス 全2巻)
- 『不倫ヘクトパスカル』
- 『まだまだ ばあじん♪おんど』
- 『お電話お待ちしてます』 ((主婦と生活社 ミッシィコミックス 全3巻)、(秋田書店 ひとみコミックス 全1巻))
- 『Kiss（キッス）』(出版：宙出版／発売：主婦と生活社 Emerald comics Hi  全1巻)
- 『Zeppelinに雨』 (主婦と生活社 ミッシィコミックス 全1巻)
- 『あたたかな雲』 (主婦と生活社 ミッシィコミックス 全1巻)
- 『あの夏にかへりたい』 (出版：宙出版／発売：主婦と生活社 エメラルドコミックス OLC-0014 全1巻)
- 『さよならの森』 (主婦と生活社 全1巻)
- 『のぶこのトナリで待ってて』 (集英社 マーガレットコミックス 全1巻)
- 『ホニュウ類ヒト科オヤジ目』 (小学館 ビッグコミックス 全3巻)
- 『リンゴちゃんの笑っきんぐレポート』 (小学館 フラワーコミックス 全2巻)
- 『恋はドレミファ・BANG!!』 (秋田書店 ひとみコミックス 全1巻)
- 『愛たけりゃbedに恋』 (出版：宙出版／発売：主婦と生活社 エメラルドコミックス 全1巻)
- 『東京あかマンマ』 (集英社 セブンティーン・コミックス 全2巻)
- 『洋平クンにはないしょ』 (主婦と生活社 ミッシィコミックス 全4巻)
- 『無・夢・矛…』 (集英社 セブンティーン・コミックス 全1巻)
- 『秋色すとおりい　／　秋色すとおりい : 四季シリーズ』 (秋田書店 HITOMI COMICS　／　ひとみコミックス 全1巻)
- 『透明ジャム人間』 (秋田書店 ひとみコミックス 全1巻)
- 『銀河で溺れる者はワレをもつかむ』 (主婦と生活社ミッシィコミックス 全1巻)
- 『限界にエクスタシー』 (小学館 ヤングサンデーコミックス 全2巻)
- 『顔の忍者サンスケ』 (集英社 セブンティーン・コミックス 全1巻)

- 雑誌掲載作品『花とゆめ』
  - 『〔○秘〕青春相談室』 ([回答者]セックス・カウンセラー 石渡利康　／　[回答者]ビーバン・クリスティーナ　／　[カット]しらいしあい) (1975年11月20日 22号 - 1976年12月20日 24号)
  - 『愛の星占い』(英瑛　／　[カット]しらいしあい) (1977年1月5日 1号 - 7月20日 14号)
  - 『毎日大占い きょうのアドバイス』(英瑛　／　[イラスト］神坂智子　／　［イラスト］しらいしあい) (1975年12月5日 23号 - 1976年12月20日 24号)

- 雑誌掲載作品『りぼん』
  - 『ミ～子のひとりごと　男の子なんてキライ!』 (1970年9月1日 9号 - 10月1日 10号)
- 雑誌掲載作品『小学二年生』
  - 『新デレラ物語』（小学二年生1977年12月号ふろく、小学館）
  - 『かぐやの姫』（小学二年生1978年3月号ふろく、小学館）
- 『秋の恋占い大特集』 　(しらいし・あい　／　山本優子　／　[監修]須藤彰男　) (1975年11月1日 11号)